# Puya gigas
Puya gigas är en gräsväxtart som beskrevs av Éduard-François André. Puya gigas ingår i släktet Puya och familjen Bromeliaceae. Inga underarter finns listade i Catalogue of Life.